# It's Hard
It's Hard este al zecelea album de studio al trupei Engleze de rock, The Who. Este ultimul album Who cu basistul John Entwistle și cu bateristul Kenney Jones precum și ultimul album Who lansat de Warner Bros. Records în Statele Unite. A fost lansat în 1982 de către Polydor în Regatul Unit, unde a ajuns până pe locul 11 și de Warner Bros. în SUA, unde s-a clasat pe locul 8 în topul Billboard al albumelor pop. 

## Tracklist
1. "Athena" (3:46)
2. "It's Your Turn" (John Entwistle) (3:39)
3. "Cooks County" (3:51)
4. "It's Hard" (3:47)
5. "Dangerous" (John Entwistle) (3:36)
6. "Eminence Front" (5:39)
7. "I've Known No War" (5:56)
8. "One Life's Enough" (2:22)
9. "One at a Time" (John Entwistle) (3:20)
10. "Why Did I Fall for That" (3:56)
11. "A Man Is A Man" (3:56)
12. "Cry If You Want" (5:18)

- Toate cântecele au fost scrise de Pete Townshend cu excepția celor notate.

## Single-uri
- "Athena" (1982)
- "Eminence Front" (1982)
- "It's Hard" (1983)

## Componență
- Roger Daltrey - voce, chitară
- Pete Townshend - chitară, voce principală pe "Eminence Front"
- John Entwistle - bas, voce principală pe "One at a Time"
- Kenney Jones - tobe